# Fasciolose
 Mise en garde médicale
La fasciolose, parfois aussi appelée fasciolase ou distomatose hépatique, est une helminthose hépato-biliaire provoquée par la migration dans le parenchyme hépatique des formes immatures, puis par la localisation dans les voies biliaires des formes adultes d'un trématode hématophage de la famille des Fasciolidés et du genre Fasciola. En Europe ce parasite est Fasciola hepatica, en Afrique et en Asie il s'agit de Fasciola gigantica.
Cette maladie touche principalement les ovins, les bovins et les ragondins, mais d'autres animaux tels le cheval, le porc, la chèvre, les ruminants sauvages ou même l'Homme peuvent être affectés dans une moindre mesure.
En élevage bovin et ovin, les infections à Fasciola provoquent des pertes économiques importantes dues à la mauvaise qualité de la viande, à la perte de production laitière et à la saisie des foies détruits.

## Espèces affectées
Le Mouton est considéré comme très sensible à l’infestation par F. hepatica (Haroun et Hillyer, 1986). Les ovins, et dans une moindre mesure les bovins sont les espèces les plus souvent atteintes. Cependant, la fasciolose peut se développer chez d'autres espèces animales comme les porcins, les équidés, les léporidés, les ruminants sauvages et le ragondin. Elle peut, beaucoup plus rarement, affecter les humains.

## Distribution géographique
La fasciolose est répandue dans le monde entier. Des infections humaines à  F. hepatica  sont retrouvées dans les zones où les moutons et le bétail sont nombreux, et là où les humains consomment des plantes aquatiques crues (cresson), comprenant l’Europe, le Moyen-Orient, et l’Asie. Sous les climats tropicaux, d'autres espèces sont observées comme Fasciola gigantica et Fasciola huski.
Des infections à F.gigantica  ont été rapportées, plus rarement, en Asie, en Afrique, et à Hawaï. Les espèces spécifiques d’escargots jouant le rôle d’hôtes intermédiaires doivent également être présentes, (genres Pulmonata Lymnaea, Fossaria, Galba, Radix).
Chez les ruminants, la fasciolose revêt une grande importance sur le plan économique car elle provoque des retards de croissance, des baisses de la production lactée, des saisies à l'abattoir et parfois des mortalités. Chez le cheval son incidence est difficile à apprécier en l'absence d'études épidémiologiques précises, de la difficulté de son diagnostic ainsi que par une symptomatologie peu évocatrice.
Chez l'être humain la forme « subite » est observée à la suite de l'ingestion de cresson infecté. Les formes latente et subite sont connues dans des groupes qui se nourrissent de foie animal infecté. Du fait de la difficulté à mesurer les incidences du parasite sur les humeurs la prévalence de la forme latente chez l'homme n'est pas connue.

## Cycle parasitaire

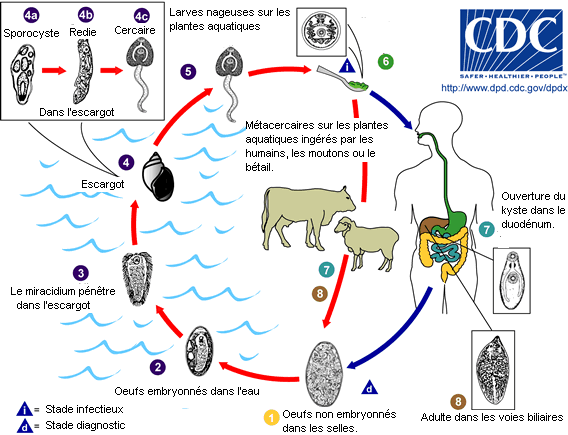
Cycle parasitaire de Fasciola hépatica. Cliquer sur l’image pour agrandir.

Le cycle complet de développement est de l'ordre de 6 mois (3 mois de cycle exogène de l'œuf aux métacercaires et 3 mois de cycle endogène de l'ingestion des métacercaires à la présence de douves adultes dans les canaux biliaires).

### Forme adulte
Les adultes de fasciola hepatica vivent principalement dans les canaux biliaires et sont hermaphrodites (présence de testicules et d'un ovaire chez le même individu). Ils mesurent 2 à 3 cm de long sur 8 à 13 mm de large. Leur corps recouvert d'une pseudocuticule est aplati, foliacé (d'où le nom de Fasciola), de couleur brun pâle, de forme ovale avec une extrémité antérieure plus effilée : le cône céphalique et un élargissement scapulaire. Une ventouse buccale permet l'alimentation et une ventouse ventrale ou fixatrice permet la fixation. Ils sont hématophages et se nourrissent du sang des capillaires de la paroi des canaux biliaires. Une douve adulte peut absorber 0,2 ml de sang par jour. Les adultes peuvent survivre plusieurs mois dans les canaux biliaires. La fécondation se fait par accouplement ventro-ventral entre deux individus ou par autofécondation ; le réceptacle séminal collecte le sperme qui rejoint l'ovaire, puis les ovocytes viennent à maturation en suivant le long utérus, avant d'être expulsés sous forme d'œufs.

### Œufs
Les œufs sont ovoïdes, operculés, de couleur jaunâtre avec un contenu granuleux et homogène. Ils mesurent 140 × 80 µm. Leur élimination dans le milieu extérieur se fait de façon irrégulière en fonction du rythme des vidanges biliaires. Entre 3 000 et 4 000 œufs peuvent être éliminés quotidiennement par un adulte. Le plus souvent l'œuf subit un premier développement embryonnaire avant d'être éliminé. Les œufs de Fasciola hepatica résistent peu de temps à la dessiccation ou au gel, mais peuvent survivre jusqu'à 1 ou 2 ans dans un environnement froid et humide.

### Phase embryonnaire
Dans le milieu extérieur, un embryon cilié, le miracidium, se développe dans l'œuf et en éclot après un délai variable, de trois à six semaines. Ce miracidium, de forme triangulaire (mesurant 130 µm de long), nage à la recherche d'un hôte intermédiaire, qui est toujours un mollusque gastéropode amphibie, et essentiellement la limnée tronquée (Lymnaea truncatula). Il pénètre alors dans la cavité respiratoire du mollusque et se transforme en une masse irrégulière appelée sporocyste (300 µm de diamètre). Le sporocyste donne naissance à des organismes munis d'un tube digestif, appelés rédies.

### Rédies
Les rédies envahissent l'hépatopancréas du mollusque, s'y développent pour atteindre une longueur de 1,3 à 1,6 mm, et, suivant les conditions climatiques, donnent d'autres rédies (ou rédies filles).
Chaque rédie donne naissance à une vingtaine d'organismes particuliers: les cercaires. Ce sont des organismes dotés d'un tube digestif, de deux ventouses et d'une queue. Les cercaires (on peut en dénombrer jusqu'à 4 000 dans une même limnée) sont éliminées par la limnée lorsque le milieu extérieur est particulièrement humide. Très rapidement les cercaires perdent leur queue, s'enkystent sur un végétal immergé, et se transforment en métacercaires (200 µm). Sur les végétaux immergés ou dans une prairie humide leur survie peut durer de plusieurs mois à un an, par contre elles sont rapidement détruites dans des conditions de climat chaud et sec.
L'infestation des animaux se fait par ingestion de végétaux porteurs de métacercaires ou d'eau contenant ces mêmes métacercaires. Les kystes ainsi ingérés sont dissous dans l'intestin et libèrent des douves immatures qui migrent de l'intestin vers le parenchyme hépatique (en moins d'une semaine) en passant par la cavité péritonéale. Les jeunes douves histophages migrent au travers du parenchyme hépatique tout en augmentant de taille et gagnent les canaux biliaires en 7 à 8 semaines. En quelques semaines ces jeunes douves deviennent adultes et acquièrent leur maturité sexuelle.

## Épidémiologie
Les sources indirectes de parasites sont constituées par les animaux parasités, et plus particulièrement par les bovins et les ovins, ainsi que par l'existence de conditions climatiques et géomorphologiques favorables au développement des limnées. Les chevaux élevés dans des pâturages où des cas de fasciolose bovine ou ovine ont été observés ont beaucoup plus de chances de contracter cette parasitose. De même l'existence de zones humides, ou la présence d'un sol calcaire, sont des facteurs favorables au développement des limnées.
Il existe donc des zones ou des régions, où les conditions de survie de ce parasite sont assurées, et qui représentent un risque plus important pour la contamination des équidés.

### Épidémiologie analytique
La fasciolose peut toucher tous les équidés quel que soit leur âge. Les ânes seraient plus réceptifs à la fasciolose, mais présenteraient des signes cliniques plus discrets que ceux observés chez les chevaux.

### Épidémiologie descriptive
Les sources indirectes de parasites sont constituées par les animaux parasités, et plus particulièrement par les bovins et les ovins, ainsi que par l'existence de conditions climatiques et géomorphologiques favorables au développement des limnées. Les chevaux élevés dans des pâturages où des cas de fasciolose bovine ou ovine ont été observés ont beaucoup plus de chances de contracter cette parasitose. De même l'existence de zones humides, ou la présence d'un sol calcaire, sont des facteurs favorables au développement des limnées. Il existe donc des zones ou des régions, où les conditions de survie de ce parasite sont assurées et qui représentent un risque plus important pour la contamination des équidés.

## Étude clinique

### Forme chronique

#### Symptômes

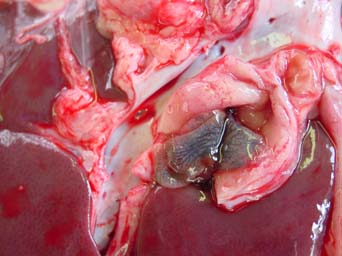
Une douve dans les canaux biliaires du foie d'une chèvre.

Chez le cheval des signes cliniques très variés peuvent être observés dans la mesure où les équidés ne représentent pas l'hôte habituel de la douve, et le fait que des localisations erratiques sont possibles. La sévérité des symptômes est également fonction du nombre d'adultes présents au niveau des canaux biliaires. La fasciolose se traduit alors par un mauvais état général évoluant de façon subchronique, une baisse de forme, un poil piqué, des alternances de diarrhée et de constipation, des coliques légères. Dans les cas les plus sévères, de l'anémie, un subictère, un amaigrissement et un état de grande fatigue sont observés.

#### Lésions
Une hypertrophie de la paroi des canaux biliaires est notée avec présence des douves à l'intérieur. Le foie peut-être hypertrophié ou au contraire atrophié. Il présente des lésions de cirrhose avec fibrose du parenchyme hépatique provoquée par la migration de jeunes douves.

## Diagnostic

### Caractéristiques cliniques
Pendant la phase aiguë, provoquée par la migration de la douve immature à travers le parenchyme hépatique, les symptômes qui se manifestent sont la douleur abdominale, l’hépatomégalie (gros foie), la fièvre, les vomissements, la diarrhée, l’urticaire et l’éosinophilie ; ils peuvent durer pendant des mois. Dans la phase chronique de la maladie (provoquée par la douve adulte dans les voies biliaires cholédoque), les symptômes sont plus évocateurs et reflètent l'obstruction biliaire intermittente et l’inflammation. De temps en temps, des localisations ectopiques de l'infection (comme la paroi intestinale, les poumons, les tissus sous-cutanés, et la muqueuse pharyngée) peuvent se présenter.

### Diagnostic de laboratoire
Le diagnostic clinique est pratiquement impossible, car les symptômes observés ne sont pas pathognomoniques.
L'identification microscopique des œufs est possible au stade chronique (ver adulte) pour le diagnostic, mais la recherche des œufs donne souvent des résultats faussement négatifs, dans la mesure où l'excrétion des œufs est très irrégulière et survient plus de 4 mois après le début de l'infestation par les adultes. Des œufs peuvent être retrouvés dans les selles à l'aide d'un examen parasitologique ou le liquide obtenu par aspiration duodénale (partie de l’intestin) ou drainage biliaire. Ils sont morphologiquement impossibles à distinguer de ceux des douves de F. buski. Le terme de fausse fasciolose (« pseudofascioliasis ») fait référence à la présence d’œufs dans les selles ne résultant pas d'une infection réelle, mais de l'ingestion récente de foies infectés contenant des œufs. Cette situation, et son risque d’erreur de diagnostic peuvent être évités en demandant au patient de suivre un régime sans foie plusieurs jours avant une répétition de l'examen des selles.
La détection d’anticorps est utile, particulièrement aux stades précoces de l’infestation, quand les œufs ne sont pas encore détectables dans les selles, ou dans la fasciolose à localisations ectopiques.
De diverses méthodes peuvent être utilisées : hémagglutination (vis-à-vis de l'antigène f2 de F. hepatica), ELISA (avec des antigènes extraits de F. hepatica) et immunofluorescence. Il est également possible de mettre en évidence la présence des antigènes dans les fèces.

## Traitements
Le closantel et le triclabendazole sont administrés par voie orale. Le nitroxinil (à la dose de 10 mg/kg) est à injecter par voie sous-cutanée, après dilution au 1/4 dans de l'eau pour préparation injectable. Les infections par d'autres douves, différentes de F. hepatica, peuvent ne pas répondre au praziquantel. Le médicament de choix est alors le triclabendazole avec le bithionol comme alternative. Le nitazoxanide est également une molécule très efficace pour de telles infections.
Il n'existe pas de fasciolicides autorisés pour le cheval. Certaines des molécules utilisables chez les bovins sont parfois suggérées, mais sont utilisées sous la seule responsabilité du vétérinaire. Il n'existe pas de moyen préventif, mais on[Qui ?] peut éviter de faire pâturer les chevaux dans des prairies où des ruminants ont été, ou sont infestés.
Le drainage ou l'assèchement des mares réduit l'humidité du sol et les possibilités de survie des limnées. L'utilisation de mollusquicides — sulfate de cuivre, pentachlorophénate de sodium, etc. — ne permet pas un assainissement durable des pâturages et ces substances peuvent se montrer toxiques pour les chevaux.

## Prévalence
Sur les hauts plateaux de Bolivie, environ 15 % de la population est atteint par Fasciola hepatica.
Une enquête cas-témoins a démontré que le seul facteur lié à la maladie était la consommation de kjosco, une plante aquatique, récoltée dans des champs où paissent des animaux ; 27 (52 %) des 52 cas-malades contre 9 (14 %) des 66 témoins ont consommé du kjosco (Odds ratio = 6,84 ; Indice de confiance à 95 % = 2,60, 18,44). La fasciolose est un problème de santé humaine significatif, et est fortement endémique chez les indiens Aymara de l’Altiplano bolivien. Les actions de prévention de la fasciolose devraient comprendre l’information aux habitants pour qu’ils évitent de consommer des plantes aquatiques crues telles que le kjosco.
Les humains sont infectés en buvant de l’eau contaminée, ou par la consommation de plantes aquatiques crues particulièrement le cresson (berro), les algues (algas), le tortora (corr. : le totora), et le kjosco.
La contamination par des métacercaires de Fasciola de l'herbage et des plantes semi-aquatiques cultivées dans un marais d'une de ces zones a été biologiquement évaluée, en utilisant des cobayes. Des plantes de la famille des Asteraceae dont les espèces de Eleocharis sp. ont été davantage contaminées, et celles des espèces de Senecio sp.  et Vallisneria sp. ont porté un nombre assez grand de kystes, alors que les plantes des espèces Scirpus et Ranunculaceae étaient seulement porteuses de quelques kystes. Pas un seul animal dont des plantes de type Liliaceae ont été données n'a montré des signes de l'infection par Fasciola.